# Weserlust
Die Weserlust war ein Ausflugslokal am Osterdeich in Bremen. Eröffnet wurde es am 13. Mai 1894, finanziert von Franz Schütte. Damals lag es noch im Dorf Hastedt. Es war ein Saalbau mit Veranden, Terrassen und Türmchen des Architekten Karl Bollmann, im Jahre 1911 wurde eine Freilichtbühne eröffnet, später besaß es auch einen „Concertgarten“ und Kegelbahnen.
Das Haus lag in idyllischer Lage in ländlicher Umgebung mit Blick auf die Weser, ab 1900 mit der Straßenbahn zu erreichen, im Jahre 1905 wurde direkt daneben der Botanische Garten angelegt. Die Attraktivität sank jedoch in den 1930er Jahren, der Osterdeich war 1932 von einer ruhigen Vorstadtallee zur Fernverkehrsstraße für den Autoverkehr in Richtung Hamburg geworden. Restaurant und Garten wurden 1938 geschlossen, das Haus wurde von der Wehrmacht beschlagnahmt und im Zweiten Weltkrieg für die Unterbringung von Fremdarbeitern genutzt.
Ab 1948 wurde im Haus ein Kino eingerichtet. Noch 1950 nahm Radio Bremen mangels Sendesaal dort seine ersten Orchesterkonzerte auf. Der Garten verwilderte, die Fassade verfiel immer mehr. 1963 wurde das Kino geschlossen, 1964 das Gebäude abgerissen, das Gelände mit 50 Eigentumswohnungen bebaut.
Nach dem Lokal benannt wurden
- eine ehemalige Endstelle der Straßenbahn Bremen, benannt 1900[3]. Heute befindet sich in der Nähe die Haltestelle Georg-Bitter-Straße der Linie 3.
- Der Kleingartenverein „Gartenfreunde Weserlust“, gegründet 1914 und noch heute bestehend.[4]